# Theodor Grigoriu
Theodor Grigoriu (n. 25 iulie 1926, Galați, România – d. 21 mai 2014, București, România) a fost un compozitor și muzicolog român. 

## Biografie
Theodor Grigoriu s-a născut la Galați, ca fiu al lui Vasile și al Rariței. A urmat Conservatorul de Muzică București (1932-1936), cursul de aspirantură la Conservatorul "P.I. Ceaikovski" din Moscova (1955-1956). La șapte ani este admis la Conservatorul Regal de Muzică din București și ia lecții cu George Enacovici și cu Cecilia Nitzulescu-Lupu, care apoi îl predă sub dreapta îndrumare a studentului său, Constantin Botez, pentru a-l forma și îndruma îndeaproape. Cunoscut concertist și excelent pedagog, Botez îi va da lecții particulare gratuite până la vârsta de zece ani. Îi recomandă să se înscrie la Conservatorul "Pro Arte", recent înființat de violoncelistul George Cocea și aflat sub patronajul Reginei Maria. Personalitate artistică formată sub îndrumarea lui Mihail Jora la București, în perioada 1949-1954 și a lui Aram Haciaturian la Conservatorul P.I. Ceaikovscki de la Moscova, în perioada 1954-1955, având și studii de arhitectură, Theodor Grigoriu dovedește prin lucrările sale o mare exigență în desăvârșirea lor. Maestru recunoscut al muzicii românești, cunoscut și în mediile muzicale internaționale: Franța, SUA, Suedia, Germania, China, Rusia, etc, Theodor Grigoriu este un compozitor ce continuă gândirea muzicală a marelui George Enescu. 

## Operă

### Muzică simfonică
- Cvartetul nr.1 – pentru coarde (1943)
- Trio „Muntele magic”(vioară, violoncel, pian) (1944)
- Trei miniaturi pentru pian (1944)
- Trei cântece de păstor – voce și pian (v.Dinu Atanasiu/alias Ion Zăgan)-1950
- Cinci poeme „Cântece de toamnă” – voce și pian (v.Veronica Porumbacu)-(1952-1962)
- Simfonia cantabile (1950, rev.1966)
- „Pe Argeș în sus” pentru cvartet de coarde/ versiune orchestrală ”Suita carpatină” (1953/ 1980)
- Variațiuni simfonice pe un cântec de Anton Pann (1954-1955)
- Dans tătar – pentru orchestră (1954)
- Suita teatrală în stil clasic – pentru orchestră (1956)
- Concert pentru dublă orchestră de cameră și oboi (1957)
- Vis cosmic – poem orchestral (1959)
- Omagiu lui Enescu – pentru orchestră de viori (32/ 16 /8) - (1960)
- Odă orașului meu (Galați) – cantată pentru cor și orchestră (1963)
- Elegia Pontica – voce (bas/bariton), cor femei, ansmblu instrumental (v.Ovidiu)-(1968)
- Melodie infinită (Marilor umbre de la Bayreuth) – orchestră de coarde(1969)
- Tristia – in memoriam Ionel Perlea (1974)
- Canti per Europa – oratoriu pentru cor și orchestră (1978)
- Pastorale și idile transilvane – momente simfonice (1984-1986)
- Vocalizele mării – simfonie corală / variantă vocal-instrumentală (1984/1992)
- Columna modală – ciclu pentru pian (2 caiete x 6 cupluri)-(1985)
- Partita a sonar nr.1 – pentru flaut/flauți (1987, vers.finală 2013)
- Partita a sonar nr.2 – pentru oboi (variantă a Concertului pentru oboi)
- Partita a sonar nr.3 – pentru clarinet (2010)
- Poeți și abisul timpului – voce și pian (1993)
- Cvartetul nr.2 „În căutarea ecoului” – pentru coarde (1993)
- Cele patru anotimpuri – 4 concerte pentru vioară și orchestră (1988)
- 9 Haikai – Dincolo de tăcere, Iisus – voce și pian (v. Șerban Codrin)-(1999)
- 11 Haikai – Dincolo de tăcere, duhul câmpiei – voce și pian (v. Ș.Codrin)-(1999)
- 7 Haikai – Dincolo de tăcere, drum cu păsări – voce și pian (v. Ș.Codrin)-(2001)
- Concert pentru vioară și orchestră „Trinity” (1994)        /  Trilogia
- Sonata pentru vioară solo „în marea trecere” (1999)       /      „Bizanț după
- Sonata pentru vioară și pian „Eterna întoarcere” (2004)  /                   Bizanț”
- Polifonii bucolice virgiliene   (Ob.,Cl., Fg., Pian electric, Perc., V-lă, C-llo)-(1999)
- Recviem pentru o poetă (Iulia Hașdeu) – soprană și orchestră (1997)
- 33 de Psalmi – pentru cor mixt (2001)
- O simfonice liturgică (cor și orchestră) (2002)
- Ovidiu la Tomis (cor și orchestră cu recitator)- (2003, ver.fonală 2009)
- Scrisoare către păsări (Sf. Francisc din Assisi) – voce și pian (2004)
- Ofrandă clipelor eterne (pe teme a două lieduri de Schubert) – pentru violoncel și orchestră de coarde + pian + corn (2007)
- Mormântul lui Orfeu – pentru orchestră (2007)
- 7 Variațiuni – poeme pe teme de Mihail Jora (pentru pian) –(2008)
- Iconarul – poemul unui zugrav de biserici (voce și pian) –(2011)
- Simfonia „Trei temple” (neterminată) – (2012-2014)

ORCHESTRAȚII
- Șapte cântece pe versuri de Clement Marot de Enescu (1964)
- Chopin orchestral (1999)
- Muzică op.10 de Ionel Perlea (1999)
- Il Dio Verdi (Cvartetul de Verdi) – (2001)
- Concert in memoriam Paul Dukas (Cvartetul nr.2 de Stan Golestan) -(2001)
- Piesă polifonică (Fugi la 4 voci de Enescu, cu 5 scurte cadenze de Th.Grigoriu) –(2002)
- Impresii din copilărie de Enescu (vioară și orchestră de cameră)-(2005)

### Muzică de film
A scris muzica la peste 30 de filme romanesti printre care
- 1957 – Erupția (r. Liviu Ciulei)
- 1960 – Valurile Dunării (r. Liviu Ciulei); film distins cu Premiul I la Karlovy Vary (1961)
- 1960 - Soldați fără uniformă (r. Francisc Munteanu)
- 1961 – Setea – 2 serii (r. Mircea Drăgan); film distins cu Premiul al II-lea la Moscova (1961)
- 1962 - Lupeni ’29 – 2 serii (r. Mircea Drăgan)
- 1963 – Codin (r. Henri Colpi); prima coproducție franco-română distinsă cu Premiul pentru cea mai bună adaptare cinematografică a unui roman după Panait Istrati în 1963
- 1965 – Pădurea spînzuraților – 2 serii (r. Liviu Ciulei); premiul pentru cea mai bună regie în 1965
- 1965 – Neamul Șoimăreștilor (r. Mircea Drăgan), distins cu Premiul „Pelicanul Alb” pentru muzica de film – Mamaia 1965
- 1966 - Golgota (r. Mircea Drăgan)
- 1967 – Dacii (r. Sergiu Nicolaescu)
- 1968 – Columna (r. Mircea Drăgan)
- 1970 – Castelul condamnaților (r. Mihai Iacob)
- 1971 – Pentru că se iubesc (r. Mihai Iacob)
- 1972 – Explozia (r. Mircea Drăgan)
- 1974 - Frații Jderi (r. Mircea Drăgan)
- 1975 – Ștefan cel Mare - Vaslui 1475 (r. Mircea Drăgan)
- 1978 – Aurel Vlaicu (r. Mircea Drăgan)
- 1980 – Burebista (r. Gheorghe Vitanidis)
- 1983 – Plecarea Vlașinilor (r. Mircea Drăgan)
- 1984 – Întoarcerea Vlașinilor (r. Mircea Drăgan)
- 1984 – Vlașinii (r. Mircea Drăgan)

### Muzicologie, Studii, Eseuri
- Muzica și Nimbul Poeziei, Ed. Muzicală, București 1986
- Vă rog, reveniți, dragi maeștri, Ed. Didactică și Muzicală, București, 2012
- Autobiografie, Editura Muzicală, București, 2007

## Premii și distincții
- Premiul de Compoziție "George Enescu" -1943
- Premiul Uniunii Compozitorilor și Muzicologilor din România (UCMR) -1953, 1969, 1974, 1985, 2000, 2008
- Marele Premiu UCMR - 1999
- Premiu de Compoziție al Academiei Române - 1974
- Premiul și Medalia de Aur ale Acdemiei Franceze "Art-Sciences-Lettres" - 1990

### Decorații
- Ordinul „Meritul Cultural” clasa a II-a (7 mai 1981) „pentru rezultatele obținute în îndeplinirea cincinalului 1976–1980, pentru contribuția deosebită adusă la înfăptuirea politicii Partidului Comunist Român de făurire a societății socialiste multilateral dezvoltate în patria noastră, cu prilejul aniversării a 60 de ani de la făurirea Partidului Comunist Român”[5]
- Ordinul național „Serviciul Credincios” în grad de Ofițer (1 decembrie 2000) „pentru realizări artistice remarcabile și pentru promovarea culturii, de Ziua Națională a României”[6]

## Afilieri
- Membru al Academiei Franceze "Art-Sciences-Lettres"
- Membru al SACEM-Paris
- Membru al UCMR si UCMR&ADA
- Membru al SNR/SIMC

## Legături externe
- Situl personal[nefuncțională]